# کارل یان (خاورشناس)
کارل امیل اُسکار یان (به آلمانی: Karl Emil Oskar Jahn) (۲۶ مارس ۱۹۰۶ برنو - ۷ نوامبر ۱۹۸۵ اوترخت) شرق‌شناس، اسلام‌شناس، ایران‌شناس و ترک‌پژوه بود و بر آثار رشیدالدین فضل‌الله همدانی تمرکز ویژه داشت.